# Reno Bighorns 2017-2018
La stagione 2017-18 dei Reno Bighorns fu la 10ª nella NBA D-League per la franchigia.
I Reno Bighorns vinsero la Pacific Division con un record di 29-21. Nei play-off persero la semifinale di conference con i South Bay Lakers (1-0).

## Roster
|    | Naz.                       | Ruolo | Sportivo            | Anno | Alt. | Peso |
| -- | -------------------------- | ----- | ------------------- | ---- | ---- | ---- |
| 1  | Stati Uniti (bandiera)     | G     | Aaron Harrison      | 1994 | 198  | 95   |
| 2  | Stati Uniti (bandiera)     | G     | Cody Demps          | 1993 | 193  | 88   |
| 3  | Stati Uniti (bandiera)     | G     | Marcus Williams     | 1992 | 191  | 95   |
| 4  | Stati Uniti (bandiera)     | G     | Brandon Austin      | 1994 | 198  | 84   |
| 5  | Stati Uniti (bandiera)     | G     | Josh Hagins         | 1994 | 185  | 82   |
| 7  | Stati Uniti (bandiera)     | A     | Will Davis          | 1992 | 203  | 98   |
| 9  | Stati Uniti (bandiera)     | G     | Matt Jones          | 1994 | 196  | 93   |
| 10 | Stati Uniti (bandiera)     | G     | Tyree Murray        | 1990 | 180  | 86   |
| 11 | Stati Uniti (bandiera)     | G     | David Stockton      | 1991 | 180  | 75   |
| 12 | Haiti (bandiera)           | AC    | Skal Labissière     | 1996 | 211  | 102  |
| 13 | Grecia (bandiera)          | C     | Giōrgos Papagiannīs | 1997 | 216  | 109  |
| 20 | Brasile (bandiera)         | A     | Bruno Caboclo       | 1995 | 206  | 91   |
| 21 | Stati Uniti (bandiera)     | A     | Daniel Ochefu       | 1993 | 208  | 109  |
| 23 | Stati Uniti (bandiera)     | G     | Michael Bethea      | 1995 | 198  | 84   |
| 23 | Stati Uniti (bandiera)     | G     | Malachi Richardson  | 1996 | 198  | 93   |
| 25 | Stati Uniti (bandiera)     | A     | Justin Jackson      | 1995 | 203  | 95   |
| 29 | Stati Uniti (bandiera)     | A     | JaKarr Sampson      | 1993 | 206  | 94   |
| 37 | Stati Uniti (bandiera)     | G     | Reggie Hearn        | 1991 | 193  | 95   |
| 44 | Rep. Dominicana (bandiera) | G     | Luis Montero        | 1993 | 201  | 86   |
| 45 | Stati Uniti (bandiera)     | C     | Jack Cooley         | 1991 | 208  | 124  |

## Staff tecnico
- Allenatore: Darrick Martin
- Vice-allenatori: Matt Chalupa, Rico Hines, Scott Schroeder